# الزعزوع
الزعزوع یک منطقهٔ مسکونی در سوریه است که در استان رقه واقع شده‌است.

## خصوصیات
الزعزوع ۷۷۹ نفر جمعیت دارد.